# Valeriana calvescens
Valeriana calvescens är en kaprifolväxtart som beskrevs av Briquet. Valeriana calvescens ingår i släktet vänderötter, och familjen kaprifolväxter. Inga underarter finns listade i Catalogue of Life.